# Oberer Ausgrabensee
Der Obere Ausgrabensee, auch Oberer Ausgraben genannt, ist ein See im Kreis Plön im deutschen Bundesland Schleswig-Holstein südlich der Ortschaft Rathjensdorf.
Der See ist rund vier Hektar groß und bis zu 2,7 Meter tief.